# Wigston
Wigston est une ville du Leicestershire, en Angleterre.